# Silvia Caos
Silvia Caos (La Habana, 10 de agosto de 1933-Ciudad de México, 16 de abril de 2006) fue una actriz cubana. 

## Biografía y carrera
Nació el 10 de agosto de 1933 en La Habana, Cuba. Abandonó su país y se fue a México, donde obtuvo su nacionalidad y comenzó su carrera como actriz. Debutó en 1958 en la telenovela Más allá de la angustia. Gran parte de su carrera la desarrolló en televisión, participando en más de 20 novelas, entre las más recordadas Quinceañera, María la del barrio y La usurpadora. También participó en películas como Matrimonio y sexo, Presagio y El mexicano. 
Uno de sus papeles más importantes y que es recordado hoy día, es el de la Nana Calixta en María la del Barrio en 1995. Su última actuación en telenovelas la realizó en 2002 en la telenovela infantil ¡Vivan los niños!, donde interpretó a la malvada Porfiria Palacios.

### Muerte
El 16 de abril de 2006, falleció en Ciudad de México a los 72 años de edad.

## Filmografía

### Telenovelas
- ¡Vivan los niños! (2002-2003) .... Porfiria Palacios
- La intrusa (2001) .... Evelia
- Mujer bonita (2001) .... Doña Blanca
- Alma rebelde (1999) .... Martina Soriano
- Nunca te olvidaré (1999) .... Serafina
- La usurpadora (1998) .... Cenobia Rojas
- Rencor apasionado (1998) .... Esther Monteverde
- Mi querida Isabel (1996-1997) .... Miguelina
- María la del barrio (1995-1996) .... Nana Calixta Popoca
- María Mercedes (1992-1993) .... Enfermera Alma
- Cuando llega el amor (1989-1990) .... Amelia
- Mi pequeña Soledad (1990) .... Elodia
- Quinceañera (1987-1988) .... Consuelo
- Muchachita (1985-1986) .... Mérida
- Juana Iris (1985) .... Petra
- Por amor (1981-1982) .... Aurelia
- Corazones sin rumbo (1980) .... Concha
- Mamá Campanita (1978-1979) .... Josefina
- Las viñas de la ira (1978) .... Patricia
- Barata de primavera (1975-1976) .... Martha
- Historia de un amor imposible (1971) .... Flora
- El ruiseñor mexicano (1969)
- No basta ser médico (1961)
- Culpas ajenas (1961)
- Ha llegado un extraño (1959)
- Mi esposa se divorcia (1959)
- Más allá de la angustia (1958)

### Películas
- Viva el chubasco (1983)
- El mexicano (1977)
- Presagio (1975)
- Matrimonio y sexo (1970)

### Series de TV
- Mujer, casos de la vida real (1997-2006)
- Destinos (1992) .... María

### Teatro
- Claudia - Jueza Mundoch
- La Tercera Soledad - Katherine Dulac
- Nube Nueve

- Datos: Q5396926